# Дискография Mindless Self Indulgence
Официальная дискография американской рок-группы Mindless Self Indulgence состоит из пяти студийных альбомов, двух концертных альбомов, четырёх мини-альбомов, двенадцати синглов, двух сборников.
После образования группа подписала контракт с лейблом Uppity Cracker Records и в 1999 году выпустила свой дебютный альбом Tight.
Затем в том же году группа выпускает свой второй альбом Frankenstein Girls Will Seem Strangely Sexy.
Следующий альбом You’ll Rebel to Anything (2005) вышел на инди-лейбле Metropolis Records в трёх версиях, отличавшихся как содержанием, так и оформлением.
Четвёртый альбом If (2008) получил высокие оценки ведущих музыкальных изданий.
В 2013 группа выпустила свой пятый альбом How I Learned to Stop Giving a Shit and Love Mindless Self Indulgence.

## Студийные альбомы
| 1999                                               | Tight - Выпущен: 20 апреля 1999 - Лейбл: Uppity Cracker                                                              | —   | — | —   |
| 2000                                               | Frankenstein Girls Will Seem Strangely Sexy - Выпущен: 22 февраля 2000 - Лейбл: Elektra                              | —   | — | —   |
| 2005                                               | You’ll Rebel to Anything - Выпущен: 12 апреля 2005 - Лейбл: Metropolis                                               | 107 | 4 | —   |
| 2008                                               | If - Выпущен: 29 апреля 2008 - Лейбл: The End                                                                        | 27  | 2 | 132 |
| 2013                                               | How I Learned to Stop Giving a Shit and Love Mindless Self Indulgence - Выпущен: 14 мая 2013 - Лейбл: Uppity Cracker |     |   |     |
| «—» сингл не попал в чарт страны или не был издан. | |     |   |     |

## EP-альбомы
| Year | Детали альбома                                                                 |
| ---- | ------------------------------------------------------------------------------ |
| 2003 | Despierta Los Niños - Выпущен: 1 ноября 2003 - Лейбл: Uppity Cracker           |
| 2006 | Another Mindless Rip Off - Выпущен: 5 декабря 2006 - Лейбл: Metropolis Records |
| 2010 | <3 - Выпущен: 13 февраля 2010                                                  |

## Концертные альбомы
| Year | Детали альбома                                                            |
| ---- | ------------------------------------------------------------------------- |
| 2002 | Alienating Our Audience - Выпущен: 8 октября 2002 - Лейбл: Uppity Cracker |

### Демо-альбомы
- Crappy Little Demo (1997)
- Thank God Demo (2001)

### Другие релизы
- Mindless Self-Indulgence (1995)
- Pink (2015)
- Igor’s Secret Stash (2000)
- 3S/Lights Out (Demo) (2008)

## Песни

### Синглы
| 1999                                               | «Bring the Pain»                  | — | —   | Tight                                       |
| 2000                                               | «Bitches»                         | — | —   | Frankenstein Girls Will Seem Strangely Sexy |
| 2000                                               | «Planet of the Apes»              | — | —   | Frankenstein Girls Will Seem Strangely Sexy |
| 2001                                               | «Thank God»                       | — | —   | Alienating Our Audience                     |
| 2006                                               | «Shut Me Up»                      | 1 | —   | You'll Rebel to Anything                    |
| 2006                                               | «Straight to Video»               | 1 | —   | You'll Rebel to Anything                    |
| 2008                                               | «Mastermind»                      | — | —   | If                                          |
| 2008                                               | «Never Wanted to Dance»           | 1 | 180 | If                                          |
| 2008                                               | «(It’s 3AM) Issues»               | 4 | —   | If                                          |
| 2008                                               | «On It»                           | 2 | —   | If                                          |
| 2008                                               | «Pay for It»                      | 1 | —   | If                                          |
| 2009                                               | «Evening Wear/Mark David Chapman» | 1 | —   | If                                          |
| «—» сингл не попал в чарт страны или не был издан. |                                   |   |     |                                             |

## Видео релизы
| Год  | Детали альбома                                                          |
| ---- | ----------------------------------------------------------------------- |
| 2007 | Our Pain, Your Gain - Выпущен: 11 сентября 2007 - Лейбл: Uppity Cracker |

## Музыкальные видео
| Песня                                                        | Режиссёр                           |
| ------------------------------------------------------------ | ---------------------------------- |
| «Bring the Pain»                                             |                                    |
| «You’ll Rebel to Anything (As Long as It’s Not Challenging)» | James Galus and Alexander Serpico  |
| «Shut Me Up»                                                 | Jhonen Vasquez                     |
| «Straight to Video»                                          | Poz Lang                           |
| «Animal»                                                     | M Dot Strange                      |
| «Never Wanted to Dance»                                      | Jim Berman                         |
| «Mark David Chapman»                                         | Michael Dahlquist a.k.a. Mike Diva |